# Marino Quaresimin
Marino Quaresimin (22 novembre 1937- 20 mars 2020) est un homme politique italien qui est maire de Vicence de 1995 à 1998.

## Biographie
Il est né à Vicence, en Italie. Marino Quaresimin est maire de Vicence de 1995 à 1998. Au cours de sa carrière politique, il est membre du Parti populaire italien, mais passe ensuite au parti La Marguerite. De 1999 à 2008, il est membre du conseil municipal de Vicence. Marino Quaresimin est décédé à Vicence de la COVID-19 lors de la pandémie de COVID-19 en Italie le 20 mars 2020, à l'âge de 82 ans.

## Distinctions
- Ordre du Mérite de la République italienne (5e classe/chevalier)
- Ordre du Mérite de la République italienne (3e classe/commandeur)